# حفره (فیلم ۲۰۰۱)
حفره (انگلیسی: The Hole) یک فیلم در ژانر ترسناک، درام، و مهیج به کارگردانی نیک هام است که در سال ۲۰۰۱ منتشر شد.

## بازیگران
- تورا برچ
- دزموند هرینگتون
- کیرا نایتلی
- دنیل برکلبنک
- امبت دیویتس
- لاورنس فاکس
- آناستازیا هیلی
- استیون ودینگتون
- اما گریفیتس مالین
- جما کریون